# Mimulus lewisii
Espèce
Classification APG III (2009)
Mimulus lewisii est une espèce de Mimulus connue en anglais sous le nom de Lewis's monkeyflower et great purple monkeyflower (littéralement « fleur-singe de Lewis » et « fleur-singe mauve »). C'est une plante  vivace de la famille des Phrymacées. Elle est native de l'ouest de l'Amérique du Nord de l'Alaska à la Californie au Colorado où elle pousse dans des habitats humides tels que les berges de ruisseaux. Elle est nommée en l'honneur de Meriwether Lewis.

## Annexe